# محمد المنسي قنديل
محمد المنسي قنديل (مواليد سنة 1949) هو كاتب وروائي مصري. حصل على جائزة الدولة التشجيعية عام 1988. له العديد من المجموعات القصصية مثل من قتل مريم الصافي، واحتضار قط عجوز، كما ألّف العديد من الروايات على غرار قمر على سمرقند، وطبيب أرياف.

## نشأته
ولد محمد المنسي قنديل بمدينة المحلة الكبرى بمحافظة الغربية بمصر في عام 1949م، وقد كان من زملائه في هذه المدينة الأفليمية الدكتور جابر عصفور الذي أصبح واحدا من أكبر النقاد العرب والدكتور نصر أبو زيد المفكر الإسلامي المجدد والقصاص المعروف سعيد الكفراوي وجار النبي الحلو والشاعرين محمد فريد أبو سعدة ومحمد صالح وغيرهم.
تخرج المنسي في كلية طب المنصورة عام 1975م وعمل بعد تخرجه في ريف محافظة المنيا لمدة عام ونصف العام وهي الفترة التي استقى منها معظم خبراته عن القرية المصرية، وانشغل في هذه الفترة بإعادة كتابة التراث وكان دافعه إلى ذلك هو الهزيمة المريرة التي تلقاها العرب في عام 67 والتي لم تغادر ذاكرته الروائية حتى الآن، ثم انتقل إلى التأمين الصحي في القاهرة قبل أن يعتزل الطب ويتفرغ للكتابة.
فاز وهو ما زال طالبا في كلية طب المنصورة عام 1970م بالجائزة الأولى في نادي القصة عن قصة «أغنية المشرحة الخالية» التي جسّدت مشاعر طالب طب فقير، وقد نشرت هذه القصة في العديد من الدوريات قبل أن يضمها في كتابه «من قتل مريم الصافي» الذي فاز بجائزة الدولة التشجيعية في عام 1988م، كما فاز وهو طالب أيضا بجائزة الثقافة الجماهيرية عن قصة «سعفان مات» التي تحكي مأساة عمال التراحيل.

## مسيرته الأدبية
عكف المنسي على البحث عن جذور الشخصية العربية، وهل هي شخصية قابلة للتقدم والتطور أم أنها محكومة بمصير الهزيمة، وقد أثمرت رحلته في التراث العربي عن ثلاث كتب متنوعة هي شخصيات حية من الأغاني ووقائع عربية وتفاصيل الشجن في وقائع الزمن، بعد ذلك كتب روايته الطويلة الأولى "انكسار الروح" وهي قصيدة حب طويلة وشجية عن الجيل الذي عاش مع ثورة يوليو محملا بالانتصارات عاشقا للحب والحياة، وانتهى به الأمر منكسر الروح وضائعا بعد هزيمة "حرب يونيو 1967 .
كتب بعد ذلك عدة مجموعات قصصية، وتحولت إحدى قصصه (الوداعة والرعب) إلى فيلم سينمائي بعنوان ([فتاة من إسرائيل).
وقد اشتغل كبيراً للمحررين بمجلة العربي التي تصدر من دولة الكويت، وقد هيّأت له المجلة فرصة الرحيل حول العالم، وكانت ثمرة ذلك روايتين، نشر أحدهما وهي «قمر على سمرقند» والأخرى ضاعت منه وهي مخطوطة، ولا زال يحاول استرجاعها في ذاكرته، وقد فازت رواية «قمر على سمرقند» بجائزة مؤسسة نجيب ساويرس للأدب المصري عام 2006م، وقامت الجامعة الأمريكية بالقاهرة بترجمتها إلى الأنجليزية ونشرتها، انتهى من كتابة رواية جديدة بعنوان «يوم غائم في البر الغربي» والتي تحولت إلى المسلسل العربي وادي الملوك. وقد نشرتها دار الشروق بالقاهرة والرواية وصلت للقائمة القصيرة لجائزة البوكر العربية،

## أعماله

### مجموعات قصصية
- من قتل مريم الصافي
- احتضار قط عجوز
- بيع نفس بشرية
- آدم من طين
- عشاء برفقة عائشة
- لحظة تاريخ، 30 حكاية من الزمن العربي
- ثلاث حكايات عن الغضب، 2013.[4]

### روايات
- انكسار الروح، 1988م
- قمر على سمرقند، 2005م
- يوم غائم في البر الغربي، 2009. حولت إلى مسلسل وادي الملوك. القائمة القصيرة ل «الجائزة العالمية للرواية العربية» أو «البوكر العربية» عام 2010
- أنا عشقت، 2012م
- كتيبة سوداء، 2015
- طبيب أرياف، 2020

### كتب
- شخصيات حية من الأغاني
- وقائع عربية
- عظماء في طفولتهم
- تفاصيل الشجن في وقائع الزمن

### سيناريو
- فيلم آيس كريم في جليم

## قصص أطفال
- يهودي في بلاط النعمان.
- حكايات صغيرة لريم.
- رجل من قبيلة النساء.
- رحلة على أرض الأفكار.
- الهروب إلى جزيرة القرنفل، 1998م.[5]

## جوائز
جائزة الدولة التشجيعية عام 1988م.

## وصلات خارجية
- محمد المنسي قنديل على موقع أرشيف الشارخ.
- محمد المنسي قنديل على موقع IMDb (الإنجليزية)
- محمد المنسي قنديل على موقع الدهليز
- محمد المنسي قنديل على موقع قاعدة بيانات الأفلام العربية